# Artemia parthenogenetica
Artemia parthenogenetica es un crustáceo branquiópodo halófilo del género Artemia, de unos 3 mm de longitud, que vive en aguas salobres no oceánicas.
Esta especie es especialmente resistente a las hostilidades del medio salino en el que vive, resistiendo en aguas casi saturadas de sal.
Vive en varias salinas de Italia, la mitad oriental de España, el sur de Francia, Grecia, Turquía.
Tiene la particularidad de que esta especie cuenta solo con hembras, reproduciéndose de forma partenogenética, aunque en ocasiones nace una especie de macho, que realiza reproducción sexual con varias hembras para renovar la información genética.
Esta forma de reproducción les permite multiplicarse rápidamente, aunque sus individuos tienen una vida de tan solo unos dos meses.
La especie está adaptada a vivir a temperaturas moderadamente altas y presenta un modo de reproducción idóneo para ambientes relativamente estables, que favorezcan un amplio crecimiento poblacional, en los que son frecuentes fenómenos de competencia. La aparición en algunas zonas de la especie Artemia franciscana, más adaptable a diferentes medios está desplazando a A.parthenogenetica, llegando incluso a plantearse si pudiera considerarse en peligro de extinción.